# Station Głęboka Śląska
Station Głęboka Śląska is een spoorwegstation in de Poolse plaats Głęboka.